# Dedaj (gmina Qelëz)
Dedaj – wieś położona w północnej części Albanii w gminie Qelëz. Wieś znajduje się 82 kilometrów od stolicy państwa, Tirany.

## Demografia
Według spisu ludności z 1989 roku we wsi Dedaj mieszkało 431 mieszkańców.